# Аделькіс Ремон Гай
Аделькіс Ремон Гай (ісп. Adelquis Remón Gay 21 січня 1949, Кватро Камінос ля Карідад — 15 листопада 1992, Пуерто-Плата) — кубинський шахіст i шаховий тренер, міжнародний майстер від 1978 року.

## Шахова кар'єра
Вперше здобув успіх на міжнародних змаганнях w 1978 року, посівши 2-ге місце в одній з груп зонального турніру (циклу чемпіонату світу, що відбувся в Еквадорі. Неодноразово брав участь w меморіалі Капабланки, як на головних турнірах, так і на побічних. Навищого успіху в кар'єрі досягнув w 1990 r. w Гавані, одноосібно переміг у 25-му розіграші того турніру, одночасно виконавши першу гросмейстерську норму.
Найвищий рейтинг Ело в кар'єрі мав станом на 1 січня 1991 року, досягнувши 2470 пунктів посідав тоді 4-е місце (позаду Хесуса Ногейраса, Вальтера Аренсібії та Амадора Родрігеса) серед кубинських шахістів.

## Авіакатастрофа
Трагічно загинув 15 листопада 1992 року внаслідок авіакатастрофи в Аеропорту імені Грегоріо Луперона, що розташований біля міста Пуерто-Плата (Домініканська республіка). Літак, на якому шахіст повертався до Гавани після закінчення турніру в Санто-Домінго, розбився під час приземлення в Пуерто-Платі. В катастрофі загинуло 34 особи.